# Leon Osman
Leon Osman (ur. 17 maja 1981 w Higher End, Wigan) – piłkarz angielski grający na pozycji bocznego pomocnika.

## Kariera klubowa
Ojciec Osmana pochodzi z Cypru Północnego i jest Turkiem. Leon urodził się w Anglii, a karierę piłkarską rozpoczął w Evertonie. Uczęszczał do tamtejszej akademii piłkarskiej, a w 1998 roku z drużyną młodzieżową, w której występował wraz z m.in. Francisem Jeffersem, Richardem Dunne'm i Tonym Hibbertem, zdobył FA Youth Cup. W 2000 roku awansował do kadry pierwszej drużyny, jednak nie przebił się do pierwszego składu i w 2002 roku został wypożyczony do Carlisle United, grającego w Division Three, w barwach którego rozegrał 12 meczów i zdobył jedną bramkę.
Na początku 2003 roku Leon wrócił do Evertonu, a w Premiership zadebiutował 12 stycznia 2003 roku w wygranym 2:1 domowym meczu z Aston Villą, gdy w 89. minucie zmienił Steve'a Watsona. Do końca sezonu rozegrał jeszcze jedno spotkanie w barwach Evertonu i występował głównie w rezerwach "The Toffies". W drugiej połowie 2003 roku Osman przedłużył kontrakt z Evertonem, ale w trakcie sezonu wypożyczono go do Derby County z Football League Championship. W Derby zadebiutował 28 stycznia 2004 w zwycięskim 2:0 meczu z Sheffield United. W Derby grał prawie całą wiosnę, a następnie wrócił do Evertonu, a 1 maja zdobył pierwszego gola w Premiership w meczu z Wolverhampton Wanderers (1:2). W sezonie 2004/2005 stał się podstawowym zawodnikiem zespołu prowadzonego przez menedżera Davida Moyesa i wygrał rywalizację z Walijczykiem Simonem Daviesem. Zdobył 6 bramek w sezonie, a w następnym zaliczył kolejne 3 trafienia. Z kolei w sezonie 2007/2008, w którym Everton zajął 5. miejsce kwalifikując się do Pucharu UEFA, strzelił 4 gole.
| Sezon   | Klub            | Kraj   | Rozgrywki      | Mecze | Bramki |
| ------- | --------------- | ------ | -------------- | ----- | ------ |
| 2002/03 | Carlisle United | Anglia | Division Three | 12    | 1      |
| 2002/03 | Everton F.C.    | Anglia | Premier League | 2     | 0      |
| 2003/04 | Derby County    | Anglia | Championship   | 17    | 3      |
| 2003/04 | Everton F.C.    | Anglia | Premier League | 4     | 1      |
| 2004/05 | Everton F.C.    | Anglia | Premier League | 29    | 6      |
| 2005/06 | Everton F.C.    | Anglia | Premier League | 35    | 4      |
| 2006/07 | Everton F.C.    | Anglia | Premier League | 34    | 3      |
| 2007/08 | Everton F.C.    | Anglia | Premier League | 28    | 4      |
| 2008/09 | Everton F.C.    | Anglia | Premier League | 34    | 6      |
| 2009/10 | Everton F.C.    | Anglia | Premier League | 26    | 3      |
| 2010/11 | Everton F.C.    | Anglia | Premier League | 26    | 4      |
| 2011/12 | Everton F.C.    | Anglia | Premier League | 30    | 4      |
| 2012/13 | Everton F.C.    | Anglia | Premier League | 36    | 0      |
| 2013/14 | Everton F.C.    | Anglia | Premier League | 38    | 3      |
| 2014/15 | Everton F.C.    | Anglia | Premier League | 22    | 2      |
| 2015/16 | Everton F.C.    | Anglia | Premier League | 9     | 0      |